# Camillo di Cavour
Grev Camillo Benso di Cavour (født 10. august 1810 i Torino, død 6. juni 1861 sammesteds) var en italiensk politiker fra Piemonte i Nordvestitalien. Han er mest kendt for sin rolle under Italiens samling.
Grev di Cavour blev den sidste statsminister i Kongedømmet Sardinien. Han havde posten fra 1852 til 1861 (undtagen juli 1859 – januar 1860). Han var han den første statsminister i Kongeriget Italien.  Grev di Cavour er en af de italienske grundlovsfædre. 